# 分離脳

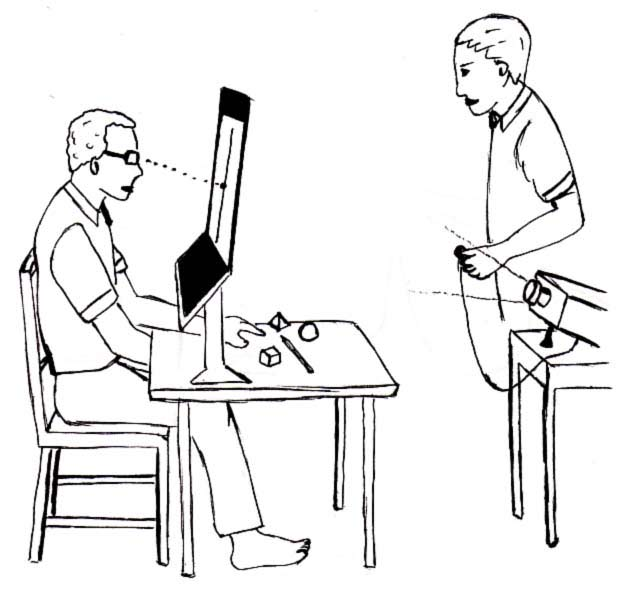
分離脳となった患者を用いた実験の例。左視野に提示された視覚刺激は脳の右半球へと伝えられるため、その視覚刺激の名前を言語によって答えることは出来ないが、同じものを左手でつかむことは出来る。

分離脳（ぶんりのう、英: Split-brain(英語版)）は、脳にある2つの大脳半球を接続している脳梁が、ある程度切断された状態を示す一般用語である。この状態を生み出す外科手術のことを脳梁離断術と呼ぶ。この手術が行われることはまれではあるが、大抵の場合は難治性のてんかんの治療として、てんかん発作の有害な電気信号の伝達を減らすことにより、脳組織の物理的な損傷を防ぐために行われる。
分離脳となった患者は、その患者の左視野 (つまり両目の視野の左半分) に画像を呈示された際、それが何の画像なのかを答えることが出来ない。この理由は、多くの人々において言語優位性半球は左半球なのだが、左視野にある画像は脳の右半球にのみ伝えられるためと考えられる。2つの大脳半球の連絡が切断されているため、患者は右半球が見ているものを答えることが出来なかったのだ。しかし、患者は左視野にある物体を左手で掴んだり、認知したりすることが出来る。これは左手が右大脳半球によりコントロールされているためである。
初期の分離脳の研究はロジャー・スペリーによって行われ、マイケル・S・ガザニガによって続けられた。この研究成果により、脳機能局在論の重要な理論が生まれることとなった。
分離脳の患者は時々、自らの行動に対する合理的な説明として作話を行うことがある。それは本当の動機が、言語的にアクセスできない右大脳半球で生み出されたため、説明不可能であるからといえる。
2つの大脳半球が異なる"人格"や目標を持つとする理論も存在する。